# Керемесит (приток Индигирки)
Керемеси́т (также Кэрэмэсит) (якут. Кэрэмэһит) — река в Аллаиховском улусе Якутии, впадает в протоку Лундина или в протоку Колымскую в дельте Индигирки. Длина реки — 287 км. Площадь водосборного бассейна — 3190 км².
Река берёт начало на Кондаковском плоскогорье на высоте более 200 м над уровнем моря. Течёт преимущественно на север по тундре, делая значительный изгиб на восток, после того, как выходит с плоскогорья на равнину. Река сильно меандрирует. В нижнем течении в бассейне большое число некрупных озёр. Впадает в одну из проток в дельте Индигирки на отметке 1 м над уровнем моря. Ширина перед устьем — 55-75 м при глубине 1,8-5,2 м; скорость течения в низовьях составляет 0,2 м/с. Населённые пункты на реке отсутствуют. Основной приток — река Кунг-Юрях (Пунга) длиной 46 км, впадает слева.

## Данные водного реестра
По данным государственного водного реестра России и геоинформационной системы водохозяйственного районирования территории РФ, подготовленной Федеральным агентством водных ресурсов:
- Бассейновый округ — Ленский
- Речной бассейн — Индигирка
- Речной подбассейн — нет
- Водохозяйственный участок — Индигирка от водомерного поста Белая Гора до устья
- Код водного объекта — 18050000412117700070446